# ダンカン・エドワーズ
ダンカン・エドワーズ（Duncan Edwards、1936年10月1日 - 1958年2月21日）は、イングランド・ダドリー出身のサッカー選手。
「ミュンヘンの悲劇」の犠牲者のひとりとして知られ、イングランドのサッカー史では夭折の天才選手として語られている。

## 人物
1952年10月1日、16歳の誕生日にイングランドのマンチェスター・ユナイテッドと契約。クラブの若い世代からの底上げを図るマット・バスビー監督に見出された少年は、契約から半年後の1953年4月4日、対カーディフ・シティ戦でデビューを飾った。
その2年後のシーズンには、18歳にしてクラブの中心選手として活躍、若さに似合わぬ精神力とキャプテンシーでチームを牽引した。バスビー・ベイブス（Busby Babes, バスビーの子ども達）と呼ばれた、エドワーズを擁するこの若いチームは、1955-56シーズンからリーグ2連覇を成し遂げている。
クラブでの活躍が認められ、1955年4月2日の対スコットランド戦にイングランド代表として初出場。18歳と138日で代表デビューという最年少記録は1998年に「ワンダー・ボーイ」マイケル・オーウェン（リヴァプールFC=当時）が塗り替えるまで、43年も破られなかった。
エドワーズが主に担当したポジションは左のサイドハーフ。ただし当時は前線にフォワードを5人並べる戦術が主流であり、サイドハーフはどちらかと言えば守備的なポジションである。しかしエドワーズは強力なキック力を生かし、ペナルティエリア外からのミドルシュートでゴールを決めることを好んだという。彼の強烈なシュートは大砲の弾丸に喩えられ、「Boom Boom」（ブーム・ブーム、大砲の砲撃音を表す）の異名をとった。

## 突然の死
次代を担う若き天才として将来を嘱望されていたエドワーズだったが、その希望は突然無残に打ち砕かれた。1958年2月6日、UEFAチャンピオンズカップで遠征していたベオグラードからの帰路の途中、マンチェスター・ユナイテッドのチャーター機が給油の為に経由したミュンヘン・リーム国際空港を出発しようとする際に離陸に失敗してオーバーランし、近隣の住宅に激突し大破。同機に乗っていたエドワーズを含むユナイテッドの選手たち、および監督をはじめとするクラブ関係者が事故に巻き込まれた（事故についてはミュンヘンの悲劇を参照）。
この事故でエドワーズは瀕死の重傷を負い、すぐさま病院に収容。驚異的な体力で2週間余り闘い続けたが、2月21日早朝、ついに力尽きた。21歳の若さで死亡したキャプテンは、うわ言で最期まで次の試合のことを心配していたという。
エドワーズのマンチェスター・ユナイテッドの後輩に、ボビー・チャールトンがいる。チャールトンは一時大きな精神的ショックを受けたものの、エドワーズら亡き後のクラブをキャプテンとして牽引し、その後のユナイテッド、そしてイングランド代表の黄金時代を築いた。チャールトンはエドワーズについて「私が唯一劣等感を抱かされたプレイヤー」と賞している。
ダンカン・エドワーズの実働期間はわずか5年弱であった。国内リーグ戦150試合出場・20得点、イングランド代表として18試合出場・5得点。存命ならば代表100試合出場は軽く超えていたであろうと言われている。
1999年、 ワールドサッカー誌の20世紀の偉大なサッカー選手100人で46位に選出された。

## 個人成績
| 国内大会個人成績 | 国内大会個人成績  | 国内大会個人成績 | 国内大会個人成績 | 国内大会個人成績 | 国内大会個人成績 | 国内大会個人成績 | 国内大会個人成績 | 国内大会個人成績 | 国内大会個人成績 | 国内大会個人成績 | 国内大会個人成績 |
| 年度             | クラブ            | 背番号           | リーグ           | リーグ戦         | リーグ戦         | リーグ杯         | リーグ杯         | オープン杯       | オープン杯       | 期間通算         | 期間通算         |
| 年度             | クラブ            | 背番号           | リーグ           | 出場             | 得点             | 出場             | 得点             | 出場             | 得点             | 出場             | 得点             |
| イングランド     | イングランド      | イングランド     | イングランド     | リーグ戦         | リーグ戦         | FLカップ         | FLカップ         | FAカップ         | FAカップ         | 期間通算         | 期間通算         |
| ---------------- | ----------------- | ---------------- | ---------------- | ---------------- | ---------------- | ---------------- | ---------------- | ---------------- | ---------------- | ---------------- | ---------------- |
| 1952-53          | マンチェスター・U |                  | FL               | 1                | 0                |                  |                  | 0                | 0                |                  |                  |
| 1953-54          | マンチェスター・U |                  | FL               | 24               | 0                |                  |                  | 1                | 0                |                  |                  |
| 1954-55          | マンチェスター・U |                  | FL               | 33               | 6                |                  |                  | 3                | 0                |                  |                  |
| 1955-56          | マンチェスター・U |                  | FL               | 33               | 3                |                  |                  | 0                | 0                |                  |                  |
| 1956-57          | マンチェスター・U |                  | FL               | 34               | 5                |                  |                  | 6                | 1                |                  |                  |
| 1957-58          | マンチェスター・U |                  | FL               | 26               | 6                |                  |                  | 2                | 0                |                  |                  |
| 通算             | イングランド      | イングランド     | FL               | 151              | 20               |                  |                  | 12               | 1                |                  |                  |
| 総通算           | 総通算            | 総通算           | 総通算           | 151              | 20               |                  |                  | 12               | 1                |                  |                  |

実際は出場する予定の試合もあった